# Randy Livingston
Randy Anthony Livingston (New Orleans, 2 aprile 1975) è un allenatore di pallacanestro ed ex cestista statunitense, professionista nella NBA e nella NBDL.

## Carriera
È stato selezionato dagli Houston Rockets al secondo giro del Draft NBA 1996 (42ª scelta assoluta).

## Palmarès

### Giocatore
- McDonald's All-American Game (1993)
- All-CBA First Team (2005)
- 3 volte All-CBA Second Team (1999, 2002, 2004)
- Campione NBDL (2008)
- NBDL MVP (2007)
- 2 volte All-NBDL First Team (2007, 2008)
- Miglior passatore NBDL (2008)